# Renault Estafette
O Renault Estafette é um furgão comercial leve com tração dianteira, introduzido pela primeira vez em 1959 e feito pela montadora francesa Renault entre 1959 e 1980, inicialmente usando o motor Renault Ventoux refrigerado a água, depois o motor Cléon-Fonte em uma variedade de estilos de carroceria. Foi substituído pelo Renault Trafic.
Após o lançamento do Estafette, a Renault se tornou a única montadora do mundo a produzir e vender simultaneamente veículos com todas as três configurações de trem de força comumente usadas, com o Estafette com motor dianteiro e tração dianteira, junto com vários carros com motor traseiro e tração traseira como o Dauphine, e o Frégate e o envelhecido Dauphinoise com motor dianteiro e tração traseira.

## História
No verão de 1944, o Ministério Francês da Produção Industrial estabeleceu um plano prescritivo para aproveitar ao máximo os escassos recursos para a indústria automobilística do pós-guerra. Era liderado por Paul-Marie Pons e por isso era conhecido como o Plano Pons. Sob o Plano Pons, a Peugeot, Renault e Chenard & Walcker estavam restritos a fazer furgões de 1000–1400 kg, enquanto a Citroën deveria fazer pequenos caminhões de 2 e 3,5 toneladas.
No entanto, Pierre-Jules Boulanger na Citroën ignorou o Plano Pons e seguiu em frente com o design do Citroën H, que foi lançado em 1947. Esta carroceria unitária sem design de quadro separado, com suspensão independente nas quatro rodas e tração dianteira, oferecia um motor potente, capacidade e um piso de carga excepcionalmente baixo. Foi um sucesso imediato e continuou em produção até 1981.
A Renault obedeceu às instruções do Plano Pons e projetou o 206 E1 seguindo as ideias gerais de design do pré-guerra. Ele tinha um chassi fixo no qual a carroceria do furgão era aparafusado e a carroceria era feita encaixando painéis de metal em uma estrutura de madeira. Esse método antiquado valeu a pena em termos de tempo de construção e custos gerais de produção, porque na época os painéis de carroceria estampados eram relativamente caros e também economizavam peso. Nesse período de escassez de materiais, a Renault fez o melhor que pôde e o 1 000 kg, como ficou conhecido, foi um sucesso, mas não na escala da Série H da Citroën, que estava sendo vendido para pequenas empresas, como lojistas e comerciantes. Foi por esse motivo que a Renault decidiu preencher a lacuna entre o Renault Juvaquatre de 300 kg e o 206 E1 de 1000 kg. O Estafette foi o primeiro furgão de tamanho médio da Renault (considerando que o 1 000 kg e o Galion eram mais pesados e chegaram muito antes) após o fim do furgão do Renault Colorale, cuja produção terminou em 1957 e ficou dois anos sem sucessor, até que o Estafette chegou.
Estava claro que eles precisavam de um furgão com tração dianteira, mas a empresa tinha acabado de assinar uma política de modelos com motor traseiro e tração traseira com o 4cv e o Dauphine, então em desenvolvimento para 1957. O único exemplo de um furgão com motor traseiro era o Volkswagen Typ 2, e ele não oferecia espaço de carga ou um piso baixo para rivalizar com o Citroën. Relutantemente, Fernand Picard, o designer do 4cv, concordou em dar sinal verde para a equipe liderada por Guy Grosset-Grange tentar algo novo. Como uma questão de lógica de produção, eles tiveram que usar peças Renault existentes, e isso significava que o novo motor estava sendo desenvolvido para o Dauphine, mas adaptá-lo para um furgão com tração dianteira não era simplesmente uma questão de movê-lo e virá-lo, e, portanto, eles tiveram que combiná-lo com uma nova caixa de câmbio, o que lhes deu a oportunidade de escolher relações de marchas para atender às necessidades do furgão.
Eles também se preocupavam se o motor de 845 cc suportaria uma carga útil de 600 kg, e duvidavam que tivesse potência ou durabilidade suficientes, até ouvirem falar do Gutbrod Atlas alemão que transportava 1000 kg usando um pequeno motor de 622 cc. Eles trouxeram um para a França e o usaram como um banco de testes para o motor de 845 cc e logo ficaram satisfeitos que funcionaria bem. E assim começaram mais de 2 milhões de quilômetros de testes.
Lançado em junho de 1959, o novo furgão seria chamado de Estafette, do italiano Staffetta, que significa Courier. No lançamento, o motor, embora montado perto da frente do Estafette, era do mesmo tamanho e potência daquele instalado no recém-lançado Renault Dauphine. A ênfase do Estafette sempre foi na economia e praticidade, em vez de potência ou desempenho pesado.

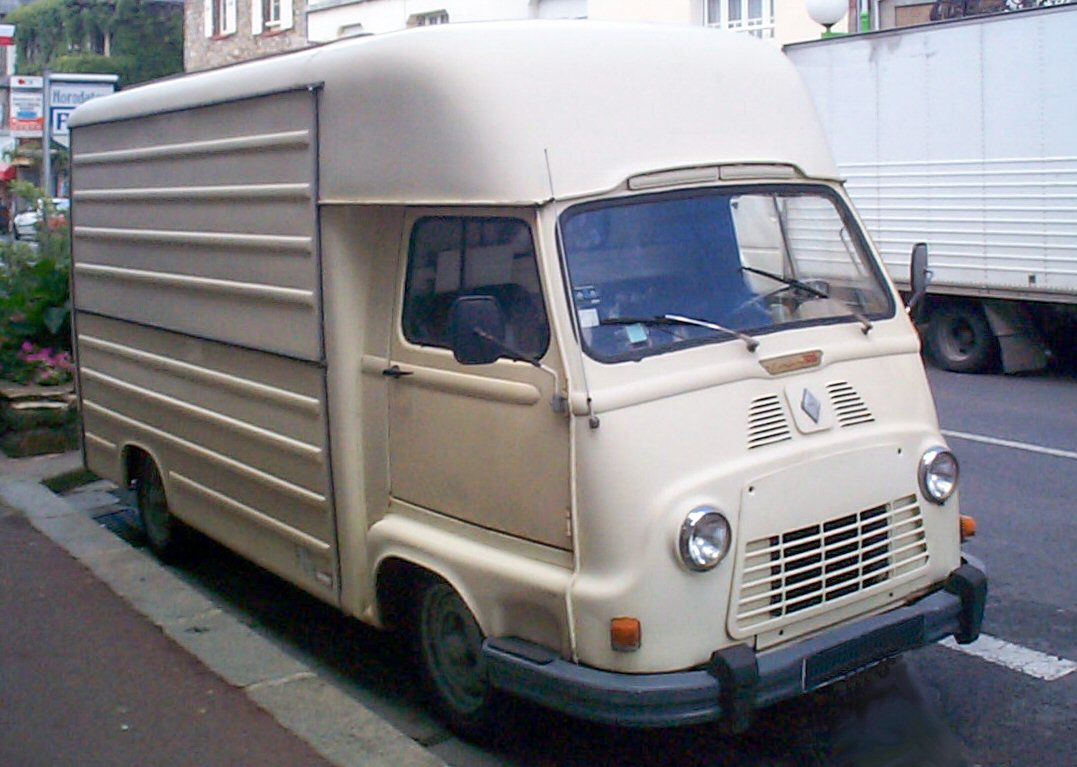
Renault Estafette equipado com carroceria alta

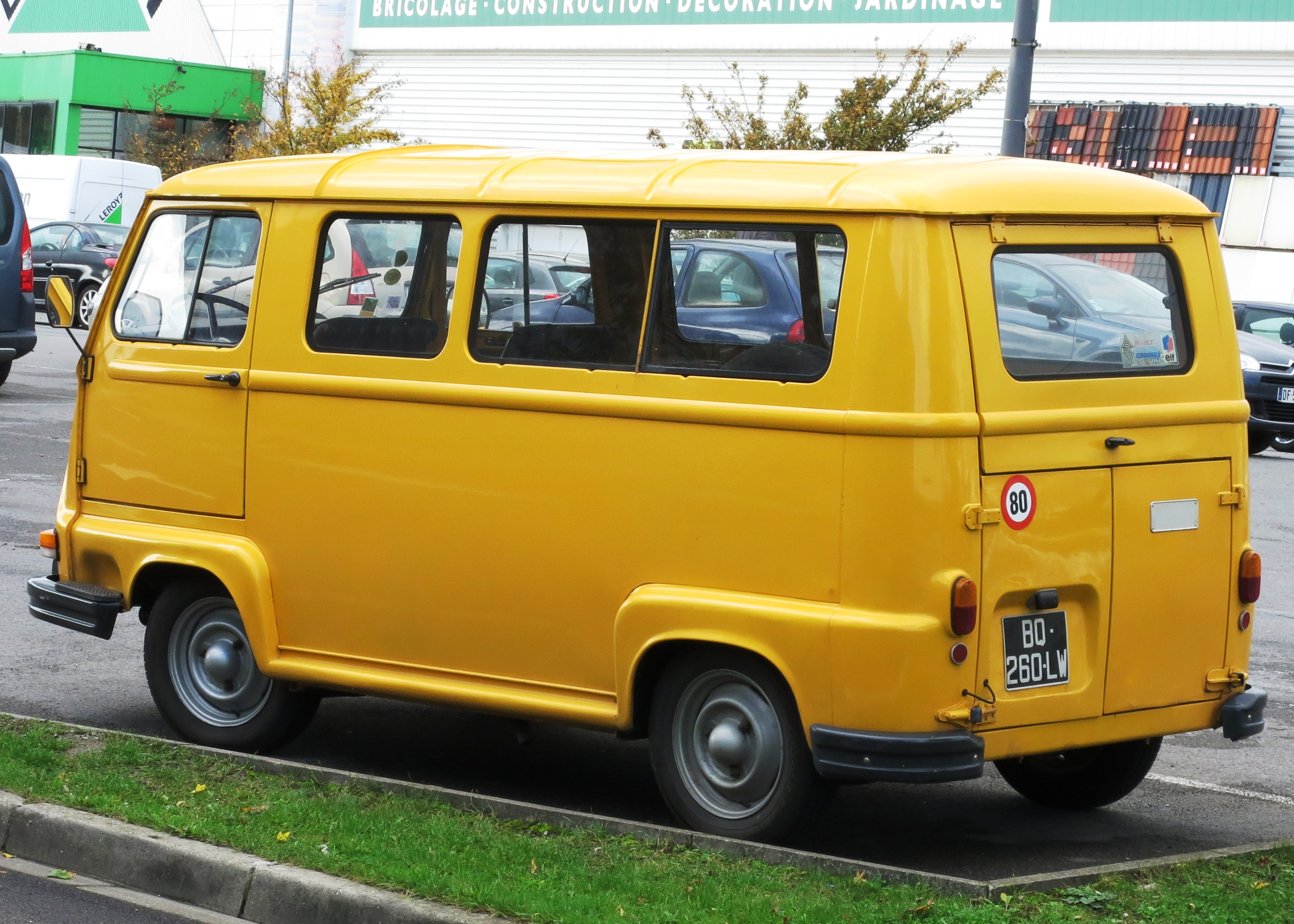
Renault Alouette, retratado de um ângulo que destaca o arranjo de três partes da porta traseira que era uma característica do design

Foi introduzido em quatro tipos de carroceria; o furgão normal com a porta traseira em três seções, em uma variação do estilo de porta de estábulo. A parte superior com a janela articulada para cima, enquanto a parte inferior era dividida em duas metades, abrindo para a esquerda e para a direita. Uma porta deslizante no lado do pavimento do espaço de carga também era normalmente instalada, assim como uma porta deslizante do motorista. Havia uma versão de teto alto com teto de plástico translúcido que em sua parte inferior era deixada sem pintura e o topo era normalmente branco (embora modelos posteriores pudessem ser totalmente pintados). A versão picape tinha uma estrutura tubular para suportar o dossel que podia ser facilmente empurrado para a frente e armazenado atrás da cabine que era fechada. A porta traseira deste modelo podia ser usada como uma rampa de carga conveniente ou ser removida completamente. Uma van também foi introduzida com capacidade para oito passageiros e o motorista. Originalmente, o Estafette estava disponível apenas em quatro cores de fábrica; cinza, azul, amarelo ou laranja.
O Estafette deu tudo o que prometeu, com seu piso baixo e ampla abertura traseira; a versão de teto alto era especialmente popular entre empresas que tinham que carregar itens volumosos porque, embora o aumento de 0,8 metro cúbico na capacidade não parecesse muito, a altura adicional permitia que um homem ficasse de pé dentro para ajudar a carregar. E era muito popular como uma loja móvel, que nos mercados se tornou tão tipicamente francesa quanto o furgão de sorvete é inglês.

### Evolução
Em 1961, veio a versão Alouette, que era uma versão mais simples da van com assentos removíveis que podiam convertê-lo em uma van de acampamento e era de fato popular entre as empresas de conversão francesas. Finalmente, uma versão chassi-cabine foi introduzida na qual inúmeras carrocerias podiam ser instaladas.
Em maio de 1962, o Estafette, com capacidade para 800 kg, foi o primeiro veículo a receber o motor de quatro cilindros, 1.108 cc e cinco rolamentos, refrigerado a água, da série "Sierra", desenvolvido pela Renault, que estava destinado a aparecer em um automóvel de passeio um mês depois com o lançamento, em junho de 1962, do Renault 8.
Em 1968, uma série de 70 furgões foram entregues à polícia nas Olimpíadas de Inverno realizadas em Grenoble, e isso levou a um contrato de longo prazo, mas o maior cliente da Renault para o Estafette foi a PTT, a companhia telefônica francesa. Em 1968, ele ganhou o motor de 1.289 cc desenvolvido para o ainda não lançado Renault 12 para dar uma capacidade total de 1.000 kg. Em 1973, a grade foi atualizada, com um visual moderno mais simples. O Estafette continuou em produção até 1980, quando foi substituído pelo Trafic, tendo vendido mais de 500.000 unidades.

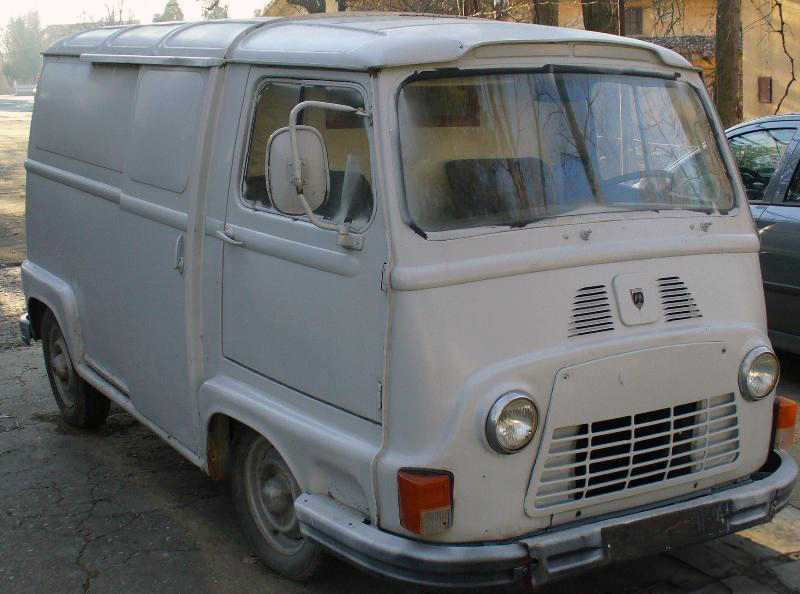
Dacia Estafette, produzido na Romênia

Na Romênia, uma versão do Estafette foi produzida para os Correios Romenos entre 1975 e 1978, pela Automobile Dacia, em apenas 642 unidades (842 segundo outras fontes).

### Após sua descontinuação
Em 2019, a Renault apresentou o Estafette no Salão do Automóvel de Seul.

## Versões
- R2130/31
  - em produção: maio de 1959 – maio de 1962
  - motor: 845 cc, 32 cv, type 670
  - carga útil: 500–600 kg
- R2132/33/34/35
  - em produção: maio de 1962 – novembro de 1968
  - motor: 1.108 cc, 45 cv, type 688
  - carga útil: 800 kg, 1.000 kg no "Estafette 1000"
- R2136/37 (2137 sendo as picapes de plataforma aberta "Plateau" e "Base Carrossable")
  - em produção: setembro de 1968 – junho de 1980
  - motor: 1.289 cc, 54 cv, type 810
  - carga útil: 800 kg no R2136, 1.000 kg no R2137

## Galeria

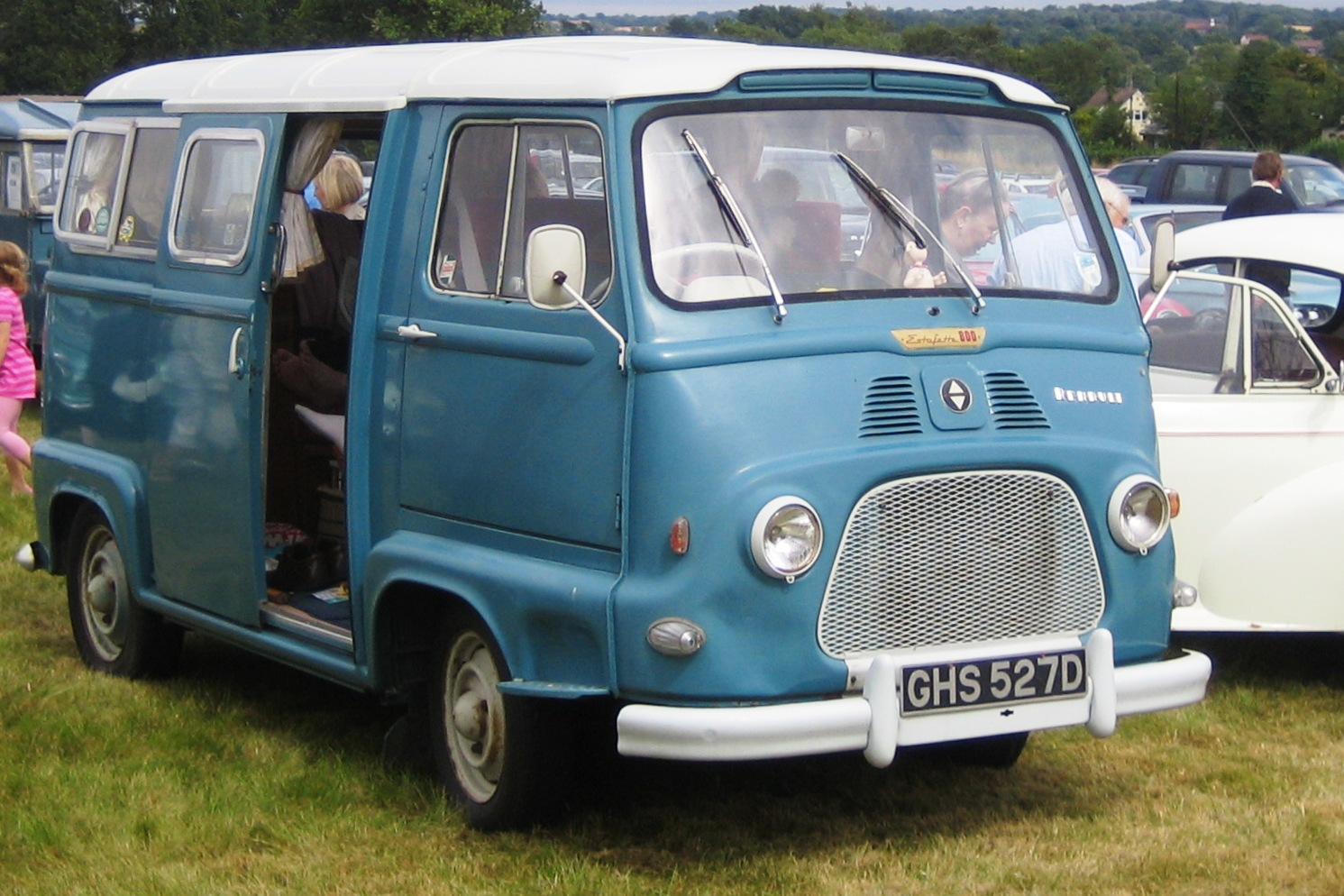
Estafette 800, RHD pre-facelift
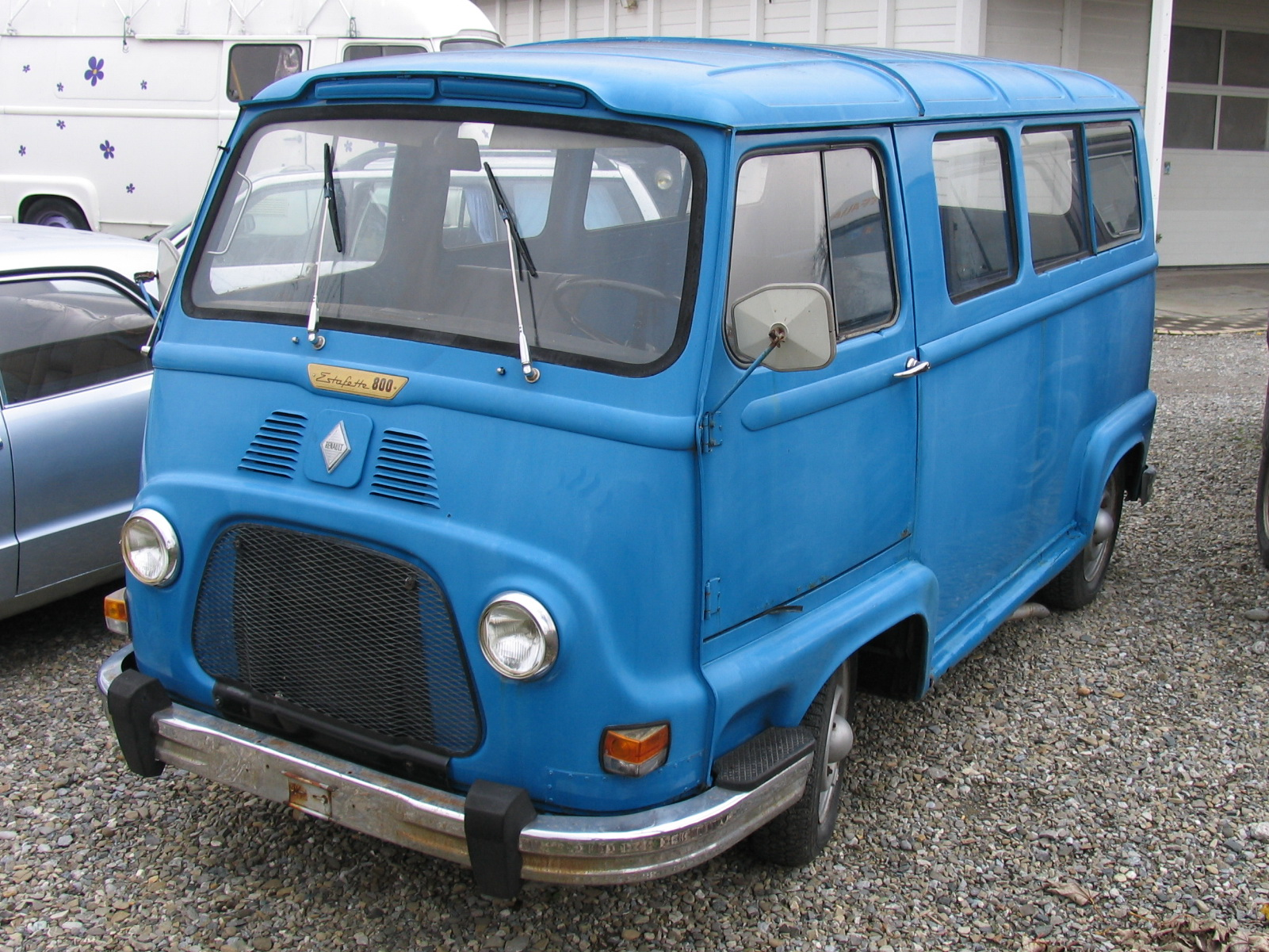
Estafette 800
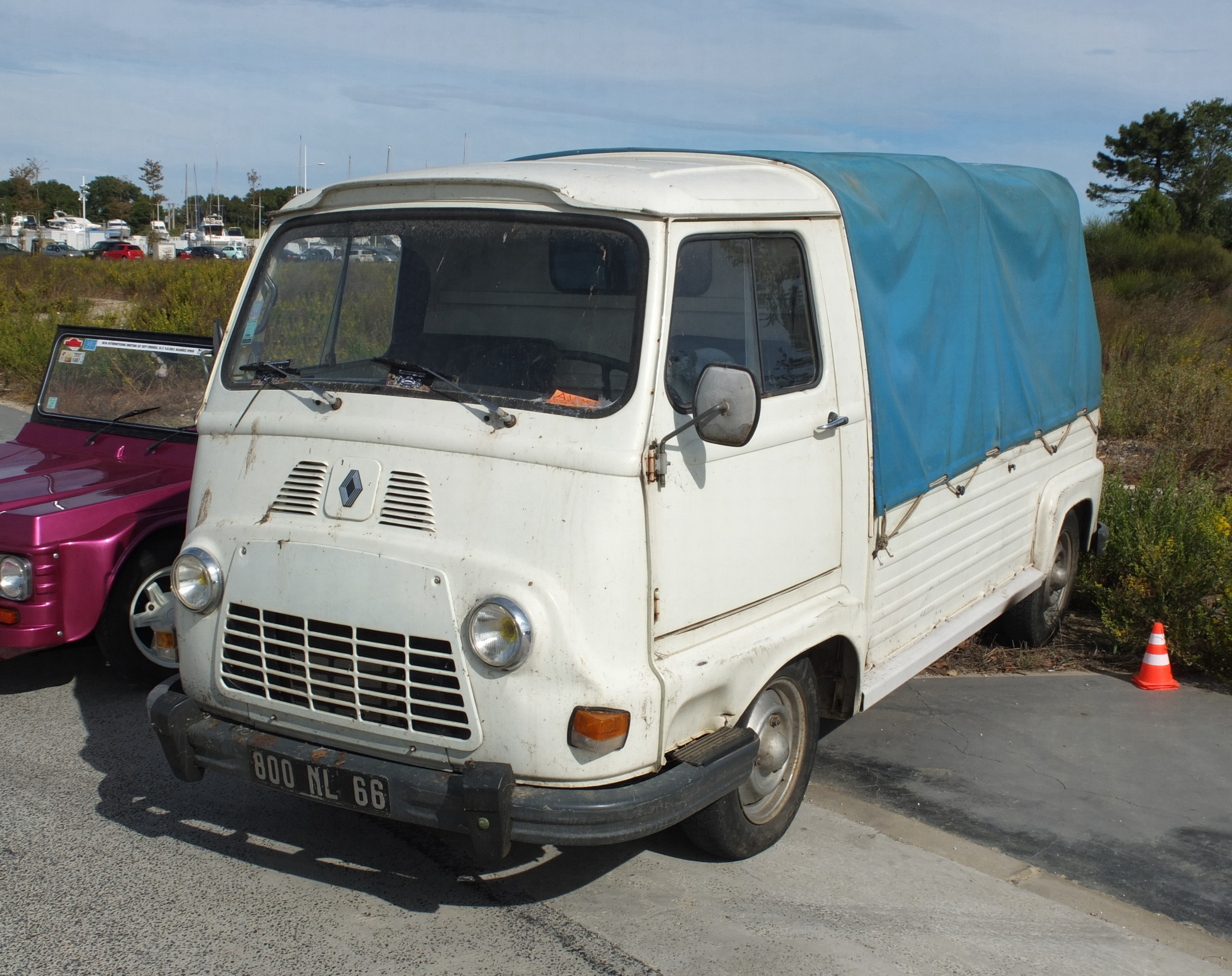
Versão picape
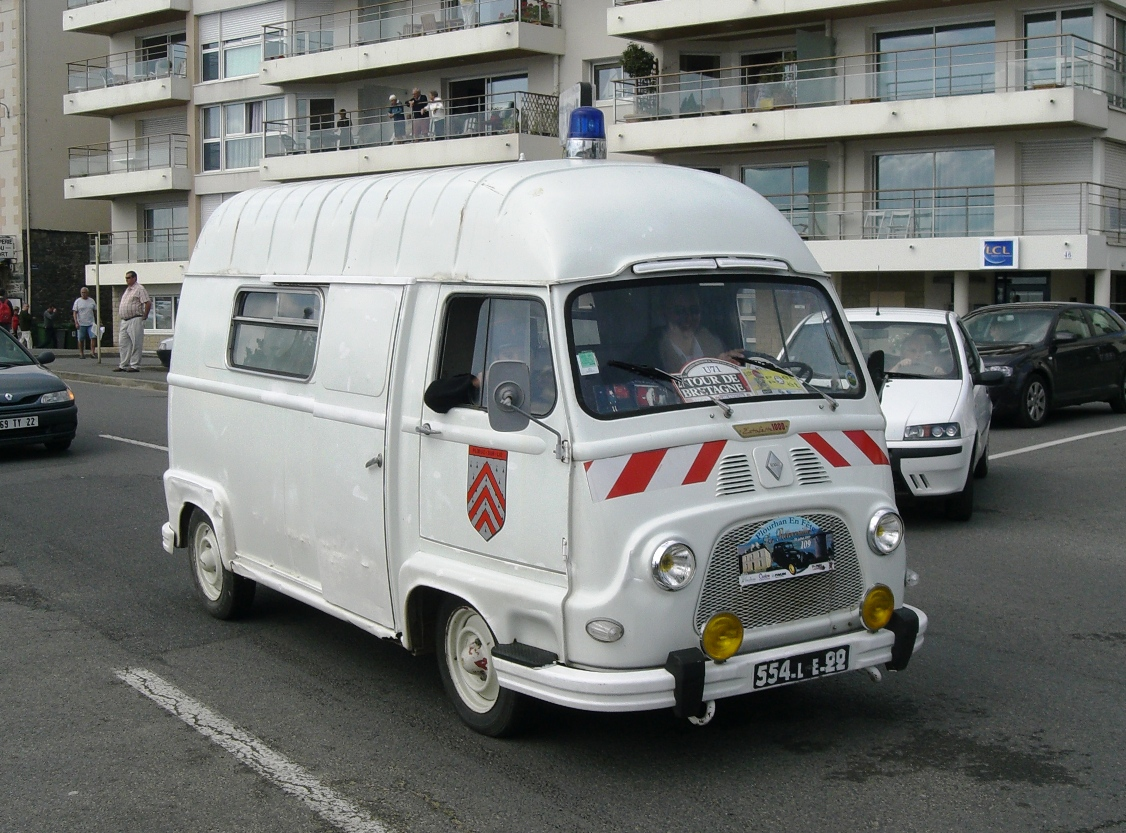
Estafette 1000 1965–1968, com distância entre eixos mais longa
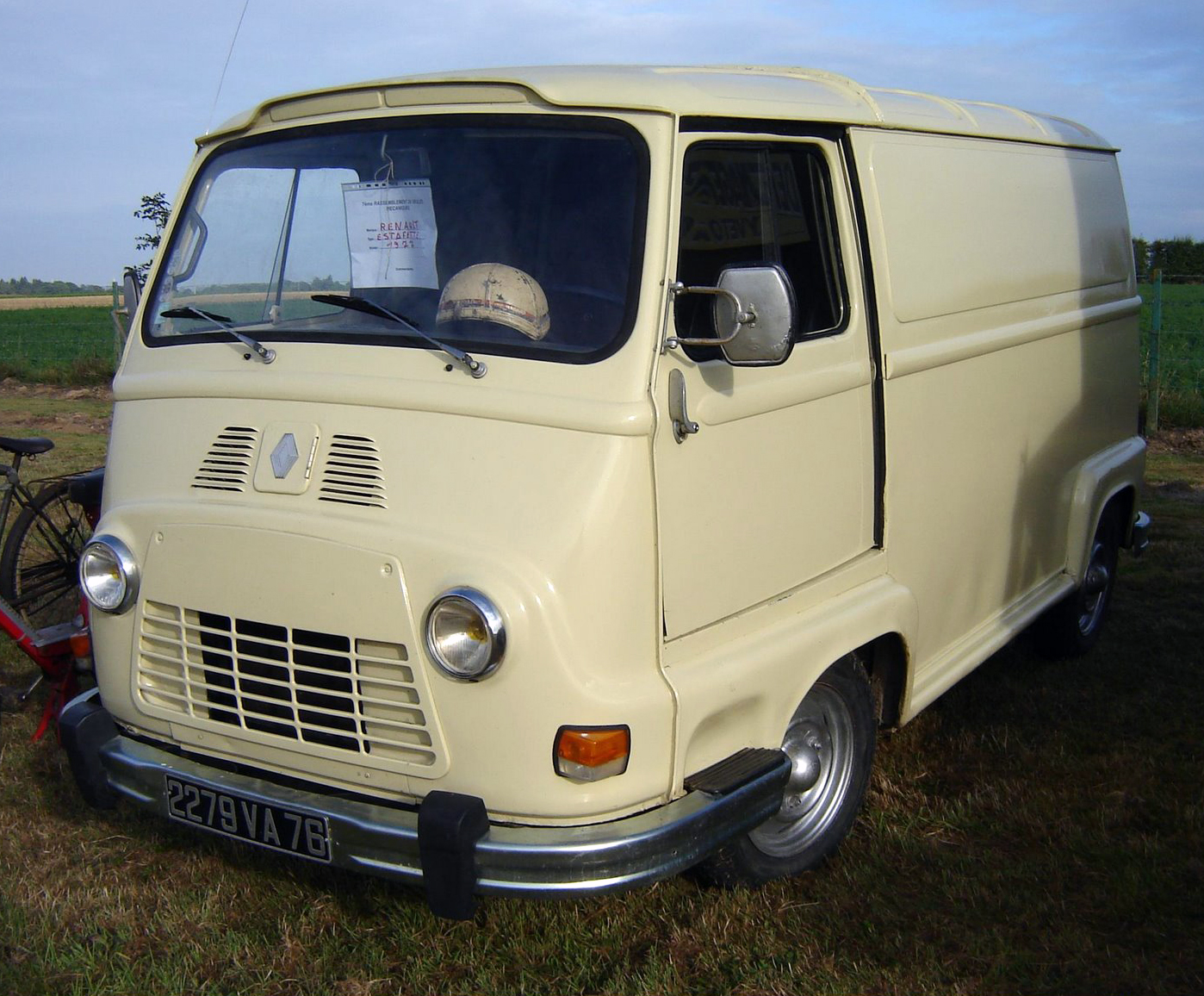
Estafette 1977
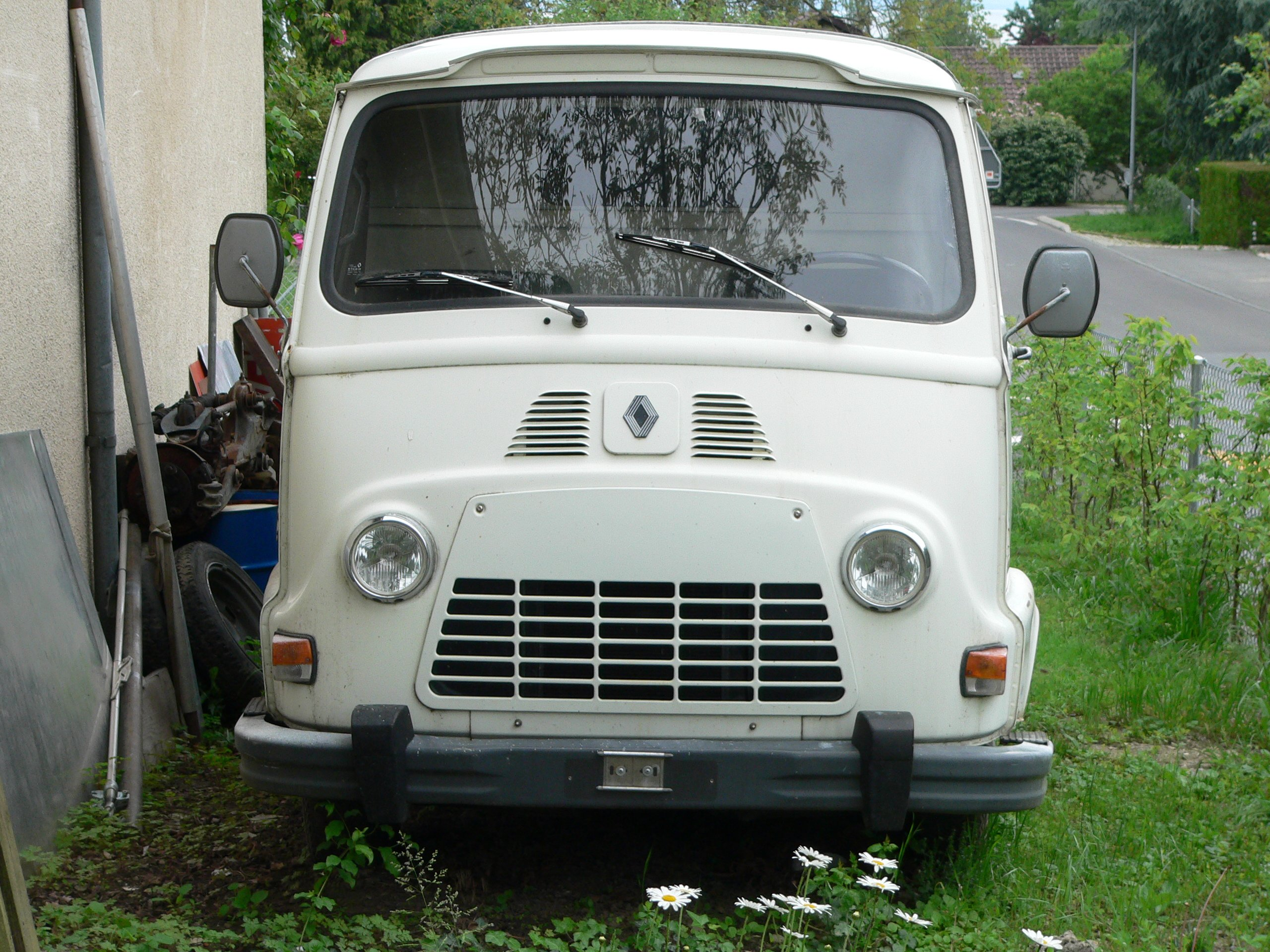
Renault Estafette Plateau com capota em lona, de cerca de 1976
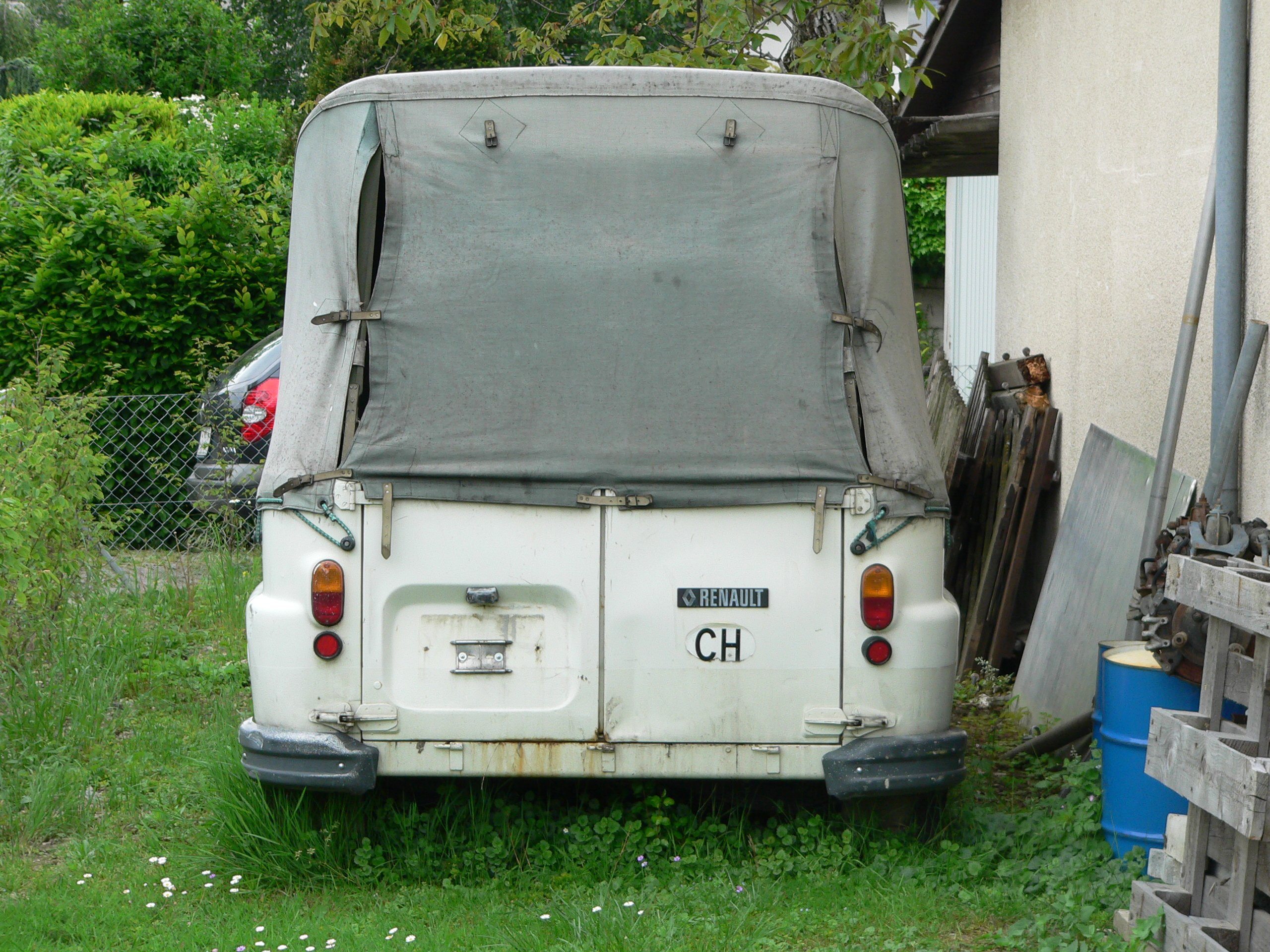
A traseira ainda conta com porta traseira inferior dividida padrão.
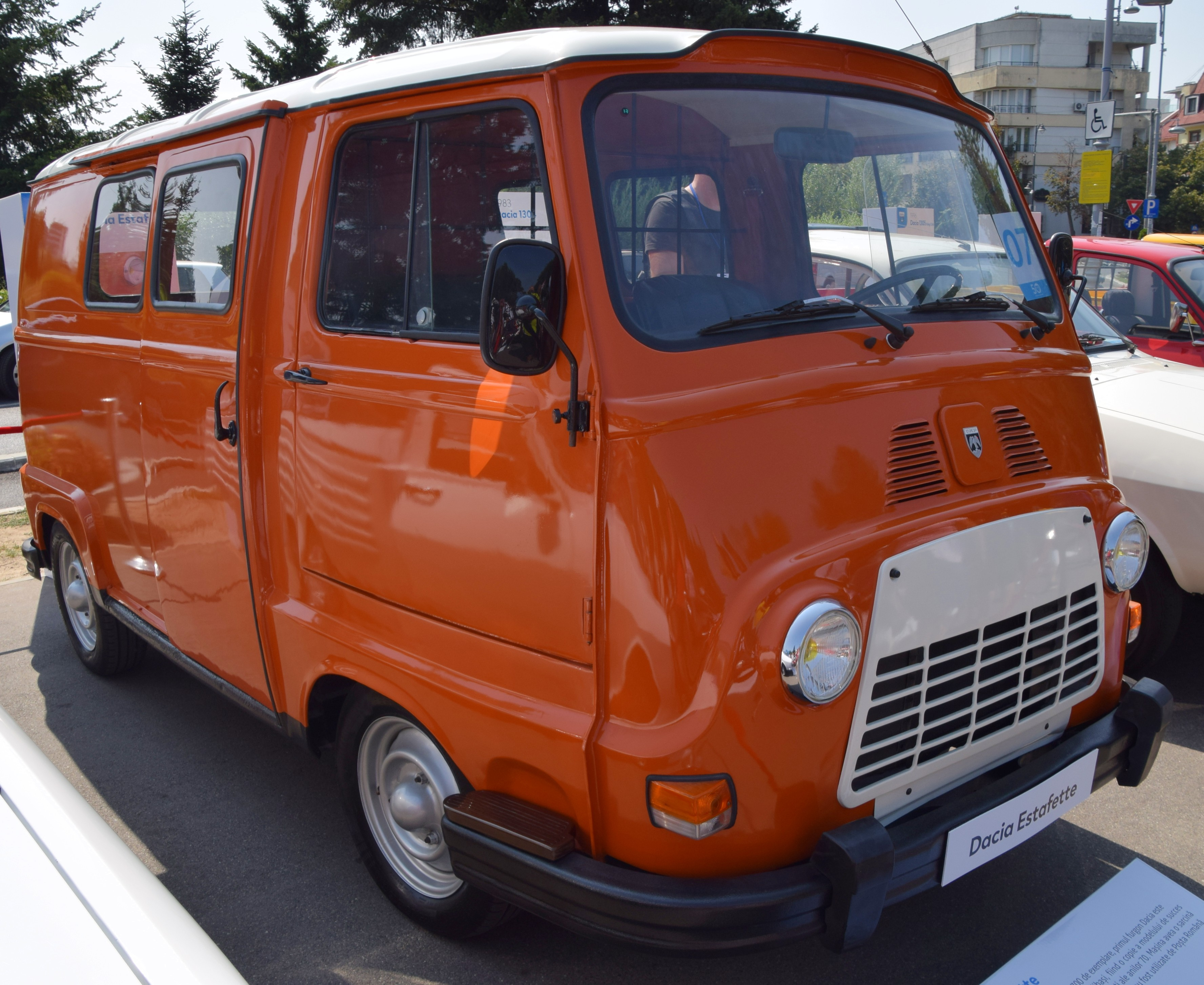
Dacia D6 Estafette